# Efekt mnożnikowy
Efekt mnożnikowy – zjawisko o charakterze sprzężenia zwrotnego, polegające na wzroście dochodów w wyniku zwiększenia wydatków. 
Mnożniki można podzielić na dochodowe i zaopatrzeniowe. Efekty mnożnikowe są korzystne dla rozwoju lokalnej, a często także (w przypadku działów przemysłu o rozbudowanych powiązaniach zaopatrzeniowych) - regionalnej gospodarki.
Można również mówić o negatywnych efektach mnożnikowych w przypadku kryzysu lokalnej lub gospodarki w wyniku zamknięcia lub znaczącego zmniejszenia produkcji w jakimś przedsiębiorstwie.